# Osterøy (île)
Ne doit pas être confondu avec Osterøy.
Osterøy est une île norvégienne du comté de Hordaland appartenant administrativement à Osterøy.
L'île compte 8 105 habitants au recensement de 2017.

## Description
Rocheuse et couverte d'une légère végétation, à fleur d'eau, elle s'étend sur environ 32,178 km de longueur pour une largeur approximative de 19,646 km. Elle comporte plusieurs lacs intérieurs, de nombreux fjords, quelques routes et diverses localités dont Valestrand (nl), Lonevåg (en) et Fotlandsvåg (nl).